# こんなところで裏切り飯 〜嵐を呼ぶ七人の役員〜
『こんなところで裏切り飯 〜嵐を呼ぶ七人の役員〜』（こんなところでうらぎりめし あらしをよぶしちにんのやくいん）は、2025年1月16日（15日深夜）から3月20日（19日深夜）まで中京テレビの制作により、日本テレビ系「水曜プラチナイト」枠で放送されたテレビドラマ。主演は志田彩良と伊武雅刀。
2024年1月から3月まで中京テレビと一部の日本テレビ系列で放送されたドラマ『こんなところで裏切り飯』の続編であり全国版として制作され、登場する店は全て実在する飲食店で撮影された。
豪腕社長・榊原総一朗の秘書・小野寺真理子が予想を裏切り、期待を超える美味しさの「裏切り飯」を紹介しながら、榊原の仕事のサポートをしていたが、榊原が体調を崩して入院中に後継者の座をめぐり暴走する七人の曲者役員たちに真理子が裏切り飯で立ち向かう姿が描かれる。

## キャスト

### 主要人物
小野寺真理子（おのでら まりこ）
演 - 志田彩良
「榊原ホテルグループ」の秘書課・出張係の係長。グルメな榊原社長の出張先のアテンドを担当。
榊原総一朗（さかきばら そういちろう）
演 - 伊武雅刀（青年期：増子敦貴（GENIC））
全国にホテルを展開する「榊原ホテルグループ」を一代で築いた豪腕社長。
実績と強面のため、社内の人間から「鬼の榊原」と恐れられている。
新庄凛太郎（しんじょう りんたろう）
演 - 前田拳太郎
真理子の部下。無遠慮な言動が反感を買い、様々な部署で揉め事を起こしている問題社員。
「徹底合理主義」で、食事で悩む時間を「無駄」と捉えている。

### 「榊原ホテルグループ」

#### 秘書課
池田千紗
演 - 守屋茜
新たに秘書課に配属される。思ったことがすぐ口に出るサバサバ系女子。
山本玲奈
演 - 吉田有希
秘書課の先輩社員。仕事よりプライベートが大事なキラキラ系女子。
宇佐美由佳
演 - 大熊杏優
秘書課最年少の社員。マイペースな性格でムードメーカー的存在。
副島次郎
演 - 川島潤哉
秘書課長。真理子たちの上司。

#### 「七人の役員」
古郡辰雄
演 - 中野英雄
営業担当役員。「接待の鬼」と言われる超やり手営業マン。
小須田玲子
演 - 小沢真珠
経理担当役員。仕事も食事もコスパを重視している。
家巣万次郎
演 - 勝村政信 （新人ホテルマン時代：川原一馬）
宿泊担当役員。長年コンシェルジュとして勤務し、担当の顧客満足度は、100%に迫る。
ベルソン直樹
演 - マイケル富岡（幼少期：一力義人）
外事業部役員。世界レベルの富裕層向け５つ星ホテルを目指す。
飯塚小百合
演 - 磯野貴理子 （若年期：本郷柚巴）
調理部担当役員。元料理長で開業当時から支える。
久石純
演 - 田山涼成
人事部担当役員。各部署・地方支店の社員の人事整理を行う。

#### ゲスト

##### 第5話
男性客
演 - 市川理矩
茨城・下館のリゾートホテルをカップルで訪れた客。
漫画コーナー、ドリンクバー、夜鳴きそばなど無茶な要求をする。
フロントの女性
演 - 宮崎あみさ
ホテルのフロントの女性。無理難題を言う男性客に詰め寄られる。
先輩
演 -  吉増裕士
新人時代の家巣万次郎の先輩ホテルマン。

##### 第6話
社員
演 - 野澤剣人、池村匡紀、南川泰規、安藤輪子、桑島海空
榊原ホテル東京本社の社員。富山県のホテル設立計画についてベルソン直樹を交えて協議する。
磯部
演 - 菅野久夫
会社の清掃員。
ベルソン直樹の母親
演 - 松永渚
ベルソン直樹の幼少期の母親。
お客
演 - 平百恵（北日本放送）、菊地優希（北日本放送）
お好み焼き屋を先輩後輩で訪れたお客。

## スタッフ
- 脚本 - ガクカワサキ、奥山雄太、福谷圭祐[1]
- 演出 - 宮岡太郎、田中章一、多次見隼斗[1]
- 音楽 - 野崎良太（Jazztronik）
- 主題歌 - GENIC「IT'S SHOWTIME」（avex trax）[3]
- オープニング曲 - 日食なつこ「風、花、ノイズ、街」（LD&K）[13]
- ナレーション - 小林親弘
- 撮影 - 古谷信親
- 照明 - 加藤祐一
- 音声 - 本間彰太
- 美術 - 遠藤信弥
- 音響効果 - 水口雄貴
- 編集 - 小笠原風
- 編成 - 浅田大道、安藤愛優美（中京テレビ）
- 広報 - 中島彩花、小澤昌史、鈴木詩織（中京テレビ）
- ホームページ - 霜圭太郎（中京テレビ）、舛岡葵
- プロデューサー - 美輪善徳（CTV MID ENJIN）、森一季、多次見隼斗（MMJ）
- チーフプロデューサー - 池田京平（CTV MID ENJIN）、山本喜彦（MMJ）
- 制作協力 - MMJ[14]
- 制作 -  CTV MID ENJIN[14]
- 製作著作 - 中京テレビ放送[14]

## 放送日程
| 話数   | 放送日  | サブタイトル               | 脚本         | 演出       | 登場する店                                 |
| ------ | ------- | -------------------------- | ------------ | ---------- | ------------------------------------------ |
| 第1話  | 1月16日 | 愛知でパキスタンカレー     | ガクカワサキ | 宮岡太郎   | 愛知県弥富市「インターナショナルビレッジ」 |
| 第2話  | 1月23日 | 豊洲市場でクリームシチュー | ガクカワサキ | 宮岡太郎   | 東京都江東区「センリ軒」                   |
| 第3話  | 1月30日 | 花巻で餃子                 | 奥山雄太     | 宮岡太郎   | 岩手県花巻市「夜来香」                     |
| 第4話  | 2月06日 | 奈良でコロッケ             | ガクカワサキ | 宮岡太郎   | 奈良県奈良市「つよしのコロッケ本舗」       |
| 第5話  | 2月13日 | 茨城で焼きそば             | 奥山雄太     | 田中章一   | 茨城県筑西市「中山屋」                     |
| 第6話  | 2月20日 | 富山でお好み焼き           | 福谷圭祐     | 多次見隼斗 | 富山県富山市「ぼてやん多奈加」             |
| 第7話  | 2月27日 | 元町中華街で沖縄料理       | 福谷圭祐     | 田中章一   | 横浜市中区「うるうるま」                   |
| 第8話  | 3月06日 | 松阪で鶏焼き肉             | ガクカワサキ | 多次見隼斗 | 三重県松阪市「トリユウ」                   |
| 第9話  | 3月13日 | 石巻でハンバーガー         | ガクカワサキ | 宮岡太郎   | 宮城県石巻市「キャプテンカンガルー」       |
| 最終話 | 3月20日 | 川越でパエリア             | ガクカワサキ | 宮岡太郎   | 埼玉県川越市「すぺいん亭」                 |

### ネット配信
| 配信開始月 | 配信サイト | 配信料金     | 備考       |
| ---------- | ---------- | ------------ | ---------- |
| 2025年1月  | TVer       | 広告付き無料 | 見逃し配信 |
| 2025年1月  | Locipo     | 広告付き無料 | 見逃し配信 |
| 2025年1月  | Hulu       | 定額制有料   | 見放題配信 |
| 2025年1月  | U-NEXT     | 定額制有料   | 見放題配信 |